# Mont Nakaazuma
Le mont Nakaazuma (中吾妻山, Nakaazuma-yama) est un volcan du Japon qui s'étend sur la préfecture de Fukushima, dans la région du Tōhoku.

## Géographie
Le mont Nakaazuma, dont le sommet culmine à une altitude de 1 931 m, est un volcan situé dans le nord du bourg d'Inawashiro (préfecture de Fukushima).
Il fait partie des monts Azuma dans le parc national de Bandai-Asahi.